# 8725 Keiko
8725 Keiko eller 1996 TG5 är en asteroid i huvudbältet som upptäcktes den 5 oktober 1996 av den japanske astronomen Hiroshi Abe i Yatsuka. Den är uppkallad efter upptäckarens fru, Keiko Morinaga.
Asteroiden har en diameter på ungefär 4 kilometer.